# Киселёв, Владимир Владимирович
Влади́мир Влади́мирович Киселёв (род. 10 июля 1952, Ленинград, СССР) — советский и российский бизнесмен, музыкант, музыкальный продюсер, барабанщик и художественный руководитель рок-группы «Земляне».

## Биография
По одной версии, родился в Ленинграде, по другой — на Западной Украине, СССР.
В начале 1970-х годов проживал в городе Хмельницкий, где в городском доме культуры играл как барабанщик в вокально-инструментальном ансамбле «Современник».

### 1978—1990 годы
Продолжив карьеру барабанщика в самодеятельных группах Ленинграда, в 1975 году создал собственную рок-группу «Апрель».
С 1978 по 1988 год — являлся барабанщиком, художественным руководителем и администратором широко известного и популярного в тот период советского ВИА «Земляне», изначально позаимствовав это название у первопроходцев питерского рока андеграундной группы «Земляне» (позднее вынужденно сменившей имя на «Атлас»), осуществив таким образом настоящий рейдерский захват названия группы, что уже позднее в 2000-х вылилось в многочисленные судебные разбирательства между Киселёвым и другими старыми участниками ансамбля.
Осенью 1988 года общим решением собрания коллектива музыкантов ансамбля «Земляне», Киселёв был уволен из группы, после чего он устроился барабанщиком в Группу Стаса Намина, а затем по примеру Намина организовал в Ленинграде собственный хозрасчетный Музыкальный Центр Владимира Киселёва «Белые ночи», который стал заниматься продюсированием и раскруткой ряда новых музыкальных групп и исполнителей. В итоге, при Центре появилось восемь музыкальных коллективов. Первым коллективом стала группа под названием «Санкт-Петербург — 2» (не путать с первопроходцами питерского рока легендарной группой «Санкт-Петербург» Владимира Рекшана), образованная в ноябре 1988 года. Киселёва обвиняли в том, что он «украл название ансамбля», который существовал в 70-е годы, однако Киселёв тогда назвал это «попыткой возрождения идей и концепций прежнего состава многими забытой группы». Вторым коллективом стал ансамбль «Русские» (солист: Геннадий Богданов), играющий в стиле поп-рок-фьюжн, чей дебют состоялся на московском фестивале «Звуковая дорожка» в «Лужниках» 9 мая 1989 года. В 1989 году появились коллективы: «Бойкот», «Чёрное и Белое», «Эверест» (так была переименована группа «ЗаРок», «Товарищи» (музыканты отколовшиеся от группы «Август»), «Пассажиры» и «Ну и что». Эти группы представляли все основные направления рок-музыки, за исключением «Чёрное и Белое», которая выступала в стиле хип-хоп и упоминалась как «первая советская рэп-группа».

### 1991—2009 годы
В 1992 году Киселёв становится продюсером и организатором международного музыкального фестиваля «Белые ночи» в Санкт-Петербурге.
В 1994 году был допрошен следствием по делу «Тамбовско-Малышевской» ОПГ.
Во время предвыборной кампании по выборам в Госдуму 1995 года руководил «Культурной инициативой Наш дом — Россия».
В 1996 году был привлечён к участию в избирательной кампании мэра Санкт-Петербурга Анатолия Собчака. Затем неоднократно допрашивался следственными органами в ходе расследования деятельности мэра Анатолия Собчака и членов его окружения.
Вместе с тогдашним вице-мэром Владимиром Путиным и многими другими лицами из окружения Собчака фигурировал в материалах уголовного дела № 144128, возбужденного в связи с финансовыми операциями корпорации «Двадцатый трест». Расследование было закрыто после инаугурации Владимира Путина в качестве президента России. По словам руководителей следственной группы, на них было оказано беспрецедентное давление.
К 1998 году перебрался в Москву, где вместе с Иосифом Кобзоном создал медиа-холдинг «Московит».
В 1999 году создал ФГУП «Кремль» при Управлении делами Президента РФ. После череды нескольких громких публичных скандалов, связанных с плохой организацией гастролей известных зарубежных исполнителей, в 2007 году ФГУП «Кремль» было ликвидировано.
В ноябре 2006 года организовал серию юбилейных концертов группы «Земляне», посвящённых 30-летию музыкального коллектива. На этих концертах, прошедших в Государственном Кремлёвском Дворце Москвы (7 ноября), в Ледовом Дворце Санкт-Петербурга (9 ноября), в московских «Лужниках» (11 ноября), на одну сцену с группой вышли известные зарубежные рок-музыканты из Uriah Heep, Deep Purple, Nazareth, Black Sabbath, Animals, Kingdom Come, Supermax, Smokie и Yes.

### 2010 — по настоящее время
В декабре 2010 года состоялось несколько благотворительных мероприятий в поддержку пациентов детских онкологических отделений петербургских больниц. Их организовала компания «Ординар ТВ», созданная Владимиром Киселёвым, — якобы по предложению руководителей БФ «Федерация». Киселёв на тот момент отрицал свое отношение к руководству фонда, а «патронессой» фонда позиционировалась жена Киселёва — Елена Север. В одном из мероприятий принял участие премьер Владимир Путин.
Через несколько месяцев родители детей сообщили, что средства перечислены не были. Они обвинили Киселёва и фонд «Федерация» в присвоении собранных денег. После разразившегося скандала, по данным СМИ, на счета больниц стали поступать деньги, но лишь в виде пожертвований от частных лиц.
Позднее Киселёв подал ряд судебных исков против некоторых журналистов, СМИ и учредителя благотворительного фонда «Подари жизнь» актрисы Чулпан Хаматовой — за клевету, поскольку они позволили себе озвучить в СМИ критическое мнение, выразив недоверие относительно некоторых схем деятельности фонда «Федерация». Несколько судебных дел, в частности, против Чулпан Хаматовой, Киселёв выиграл.

### Конфликты вокруг «Русской медиагруппы»
Осенью 2014 года Владимир Киселёв и Ольга Плаксина, председатель совета директоров ЗАО «Русская медиагруппа», написали Владимиру Путину. Они предложили создать на базе нескольких телеканалов и радиостанции «РМГ» патриотический медиахолдинг — «своего рода инкубатор по производству отечественных суперзвезд».
Базой должен был стать строящийся концертный зал на территории стадиона «Спартак». Координатором проекта предложили сделать ФГУП «Госконцерт».
Летом 2015 года в холдинге «РМГ» разразился акционерный конфликт на фоне возможной продажи его ФГУП «Госконцерт». «ИФД КапиталЪ» был готов продать свой пакет. А вот генеральный директор и председатель правления ЗАО «РМГ» Сергей Кожевников выступил против продажи и создания патриотического холдинга.
Против сделки выступил ряд российских исполнителей и продюсеров. Они тоже написали президенту РФ Владимиру Путину, где выразили «глубокую озабоченность» перспективой продажи холдинга «Русская медиагруппа». По их мнению, заявленная цена холдинга была в три раза ниже рыночной. Что вызвало у них сомнения в прозрачности сомнительной сделки.
По словам Сергея Кожевникова, Киселёв угрожал ему и его родным — из-за нежелания продавать пакет акций при оценке всего холдинга в 60 млн долларов.
Ситуация вызвала негативное отношение по отношению к Киселёву со стороны отдельных российских артистов и их продюсеров. С некоторыми из них, например с Иосифом Пригожиным, дело дошло до суда.
Только в марте 2016 банк «ВТБ 24» одобрил кредит — и у «ИФД Капиталъ» приобрели 78 % акций «Русской медиагруппы».
Затем эфирное пространство «Русского Радио», телеканалов «RU.TV» и «Муз ТВ» заполнили продюсерские проекты Киселёва. Видеоклипы и песни Елены Север (супруга), ЮрКисса (сын), ВладиМира (сын). И новые проекты, намекающие на известные группы: «Санкт-Петербург-2», «Земляне-2», «Русские-2».
20-летие премии «Золотой граммофон» не посетили отдельные знаковые артисты, заявленные на церемонию, например, Григорий Лепс. Призовые статуэтки получили проекты Киселёва: ЮрКисс, юношеская версия «Землян-2», новый состав группы «Русские» и группа «Бойкот». Это вызвало критические отзывы некоторых музыкантов и журналистов.

## Уголовные дела
- 28.05.1993 года в отношении Киселёва было возбуждено уголовное дело № 827111 по статье 148.3 УК РФ («Причинение имущественного ущерба путём обмана или злоупотребления доверием»)[19].
- 14.03.1994 года Киселёв был задержан в ходе реализации оперативных материалов уголовного дела № 72731 по статьям 208 («Приобретение или сбыт имущества, заведомо добытого преступным путём») и 196.1 («Подделка, изготовление или сбыт поддельных документов, штампов, печатей, бланков») УК РФ. Указанное дело было прекращено 27.06.1995 года и сдано в архив[18][19].
- 11.04.1994 года в отношении Киселёва было заведено Оперативное Дело № 433-94, в котором он разрабатывался 8 отделом РУОПа ГУВД Санкт-Петербурга как активный член «Тамбовско-Малышевской» ОПГ. Указанное дело было прекращено 27.06.1995 года и сдано в архив[18][19].

## Общественная позиция
В 2022 году поддержал вторжение России на Украину. Национальное агентство по предотвращению коррупции Украины выступило с инициативой о введении против Киселёва, международных санкций из-за участия в концертах в поддержку войны в оккупированном Херсоне и других пропагандистских концертов в поддержку нападения на Украину.
В июне 2023 года учредил денежную премию для военных и гражданских лиц, уничтоживших танки в ходе войны на Украине: за подбитый «Леопард-2» выплата составит 1 млн рублей, за «Леопард» — 700 тысяч.

## Семья
- Женат вторым браком на Елене Юрьевне Севергиной (1973 года рождения, в 2013 году появилась в эфирах радио и ТВ как певица под псевдонимом Елена Север с клипом на песню «Сны», ранее исполняемую Валерием Леонтьевым)[43]. От неё имеет двух сыновей: Юрия (летом 2012 появился в эфирах радио и ТВ как певец под псевдонимом ЮрКисс с песнями и клипами «Армани» и «Звон»)[44] и Владимира (весной 2015 появился в эфирах радио и ТВ как певец под псевдонимом ВладиМир с песней и клипом «Письмо президенту» и позже с песней и клипом «Голливуд»), родившихся соответственно в 1997[45] и 2000 годах[46].
- Первым браком был женат на Киселёвой Светлане Фёдоровне (20.10.1953 года рождения), уроженке Ленинграда. От неё имеет двух дочерей, Зою (29.03.1975 года рождения) и Светлану (08.07.1978 года рождения)[19].